# Хронологія поширення COVID-19 (червень 2022)
Стаття описує поширення коронавірусу тяжкого гострого респіраторного синдрому-2, що спричинив спалах коронавірусної хвороби 2019, у червні 2022 року. Уперше хвороба була зареєстрована в місті Ухань у КНР у грудні 2019 року.

## Хронологія пандемії

### 1 червня
Щотижневий звіт ВООЗ:
- У Бразилії зареєстровано більше 31 мільйона випадків COVID-19.[2]
- Канада повідомила про 3972 нових випадків хвороби, загальна кількість випадків зросла до 3873163.[3]
- У Малайзії повідомили про 1809 нових випадків хвороби, загальна кількість випадків зросла до 4508319. Зареєстровано 1911 нових одужань, загальна кількість одужань зросла до 4449593. Повідомлено про 2 нові смерті, внаслідок чого кількість померлих зросла до 35678.[4]
- Нова Зеландія повідомила про 8271 випадок хвороби, загальна кількість випадків зросла до 1170815. Зареєстровано 8235 одужань, загальна кількість одужань зросла до 1120936. Зареєстровано 12 смертей, кількість померлих зросла до 1185. Було 48739 активних випадків хвороби (502 на кордоні та 48237 з місцевою передачею вірусу).[5]
- Північна Корея повідомила про 93180 нових випадків хвороби, загальна кількість випадків зросла до 3738810. Кількість померлих становила 70.[6]
- Сінгапур повідомив про 3577 нових випадків хвороби, внаслідок чого загальна кількість випадків досягла 1306871.[7]
- Таїланд повідомив про 4563 нові випадки хвороби за добу, загальна кількість випадків зросла до 4455020. Повідомлено про 28 смертей, кількість померлих зросла до 30050.[2]
- У Сполучених Штатах Америки перевищено поріг у 86 мільйонів випадків хвороби.
- Австралійський тренер з крикету та колишній гравець у крикет Ендрю Макдональд дав позитивний результат тесту на COVID-19, і пропустить свій початок туру по Шрі-Ланці.[8]

### 2 червня
- Канада повідомила про 5097 нових випадків хвороби, загальна кількість вмпадків зросла до 3878670.[9]
- Малайзія повідомила про 1877 нових випадків хвороби, внаслідок чого загальна кількість випадків досягла 4510196. Зареєстровано 1715 одужань, загальна кількість одужань зросла до 4451308. Зареєстровано 2 смерті, кількість померлих зросла до 35680.[10]
- Нова Зеландія повідомила про 7965 нових випадків хвороби, загальна кількість випадків зросла до 1178816. Зареєстровано 7665 одужань, загальна кількість одужань зросла до 1128601. Повідомлено про 11 смертей, кількість померлих досягла 1197. Налічувалось 49064 активних випадків хвороби (520 на кордоні та 48544 з місцевою передачею вірусу).[11]
- Північна Корея повідомила про 96610 нових випадків хвороби, загальна кількість випадків зросла до 3835420. Кількість померлих становила 70.[12]
- Сінгапур повідомив про 3745 нових випадків хвороби, внаслідок чого загальна кількість випадків досягла 1310616.[13]
- Герцог Йоркський Ендрю отримав позитивний результат тестування на COVID-19.[14]
- У президента Індійського національного конгресу Соні Ганді підтвердився позитивний тест на COVID-19.[15]

### 3 червня
- Канада повідомила про 1430 нових випадків хвороби, загальна кількість випадків зросла до 3880100.[16]
- Малайзія повідомила про 1844 нові випадки хвороби, загальна кількість випадків зросла до 4512040. Зареєстровано 2005 одужань, загальна кількість одужань зросла до 4453313. Зареєстрована одна смерть, кількість померлих зросла до 35681.[17]
- Нова Зеландія повідомила про 6301 новий випадок хвороби, загальна кількість випадків зросла до 1185151. Зареєстровано 6953 одужання, загальна кількість одужань зросла до 1135554. Зареєстровано 12 смертей, кількість померлих зросла до 1210. Було 48434 активних випадків хвороби (501 на кордоні та 47933 з місцевою передачею вірусу).[18]
- Північна Корея повідомила про 82160 нових випадків хвороби, загальна кількість випадків зросла до 3917580. Зареєстровано 70 померлих.[19]
- Сінгапур повідомив про 3233 нових випадки хвороби, загальна кількість випадків зросла до 1313849.[20]

### 4 червня
- Канада повідомила про 901 новий випадок хвороби, загальна кількість випадків зросла до 3881003.[21]
- Малайзія повідомила про 1591 випадок хвороби, загальна кількість випадків зросла до 4513631. Зареєстровано 2185 одужань, загальна кількість одужань зросла до 4455498. Зареєстровано 5 смертей, кількість померлих зросла до 35685.[22]
- Нова Зеландія повідомила про 6374 нові випадки хвороби, загальна кількість випадків зросла до 1191560. Зареєстровано 6442 одужання, загальна кількість одужань зросла до 1141996. Повідомлено про 9 смертей, кількість померлих зросла до 1221. Налічувалось 48392 активних випадків хвороби (526 на кордоні та 47866 з місцевою передачею вірусу).[23]
- Північна Корея повідомила про 79110 нових випадків хвороби, загальна кількість випадків зросла до 3996690. Пізніше було підтверджено ще одну смерть, внаслідок чого кількість померлих зросла до 71.[24]
- Сінгапур повідомив про 2879 нових випадків хвороби, внаслідок чого загальна кількість випадків досягла 1316728. Повідомлено про 3 нових смерті, внаслідок чого кількість померлих зросла до 1392.[25]
- У княгині Монако Шарлін підтвердився позитивний тест на COVID-19.[26]

### 5 червня
- Канада повідомила про 710 нових випадків хвороби, загальна кількість випадків зросла до 3881713.[27]
- Малайзія повідомила про 1358 нових випадків хвороби, внаслідок чого загальна кількість випадків досягла 4514989. Зареєстровано 1620 одужань, загальна кількість одужань зросла до 4514989. Зареєстровано 2 смерті, кількість померлих зросла до 35688.[28]
- Нова Зеландія повідомила про 4450 нових випадків хвороби, внаслідок чого загальна кількість випадків досягла 1146889. Зареєстровано 4893 одужання, загальна кількість одужань зросла до 1146889. Зареєстровано 7 смертей, кількість померлих зросла до 1229. Налічувалось 47965 активних випадків хвороби (530 на кордоні та 47435 з місцевою передачею вірусу).[29]
- Північна Корея повідомила про 73790 нових випадків хвороби, перевищивши поріг у 4 мільйони випадків, загальна кількість випадків зросла до 4070480. Кількість померлих становила 71.[30]
- Сінгапур повідомив про 2256 нових випадків хвороби, внаслідок чого загальна кількість випадків досягла 1318984. Повідомлено про одну нову смерть, кількість померлих зросла до 1393.[31]
- Індійський актор Шахрух Хан і британська актриса Катріна Кеф отримали позитивний результат тестування на COVID-19.[32]

### 6 червня
- Канада повідомила про 1871 новий випадок хвороби, загальна кількість випадків зросла до 3883584.[33]
- Малайзія повідомила про 1330 нових випадків хвороби, внаслідок чого загальна кількість випадків досягла 4516319. Зареєстровано 1881 одужання, загальна кількість одужань зросла до 4458999. Зареєстровано 2 смерті, кількість померлих зросла до 35690.[34]
- Північна Корея повідомила про 66680 нових випадків хвороби, загальна кількість випадків зросла до 4137160. Кількість померлих становила 71.[35]
- У Сінгапурі повідомили про 2162 нові випадки хвороби, загальна кількість випадків зросла до 1321146.[36]
- У міністра транспорту США Піта Буттіджеджа пітвердився позитивний результат тестування на COVID-19.[37]

### 7 червня
- Канада повідомила про 2332 нові випадки хвороби, загальна кількість випадків зросла до 3885916.[38]
- Малайзія повідомила про 1128 нових випадків захворювання, в результаті чого загальна кількість випадків досягла 4517447. Зареєстровано 1547 одужань, загальна кількість одужань зросла до 4460546. Зареєстровано 9 смертей, кількість померлих зросла до 35699.[39]
- Нова Зеландія повідомила про 5831 новий випадок хвороби, загальна кількість випадків зросла до 1206411. Зареєстовано 8526 одужань, загальна кількість одужань зросла до 1161314. Зареєстровано 8 смертей, кількість померлих зросла до 1243. Налічувалось 43903 активних випадків хвороби (505 на кордоні та 43398 з місцевою передачею вірусу).[40]
- Північна Корея повідомила про 61730 нових випадків хвороби, загальна кількість випадків зросла до 4198890. Кількість померлих становила 71.[41]
- Сінгапур повідомив про 4477 нових випадків хвороби, внаслідок чого загальна кількість випадків досягла 1325623. Повідомлено про одну нову смерть, кількість померлих зросла до 1394.[42]
- Міністр закордонних справ Німеччини Анналена Бербок отримала позитивний тест на COVID-19.[43]

### 8 червня
Щотижневий звіт ВООЗ:
- Канада повідомила про 2215 нових випадків хвороби, загальна кількість випадків зросла до 3888131.[45]
- Малайзія повідомила про 1518 нових випадків хвороби, внаслідок чого загальна кількість випадків досягла 4518965. Зареєстровано 1125 одужань, загальна кількість одужань зросла до 4461671. Зареєстровано 6 смертей, кількість померлих зросла до 35705.[46]
- Нова Зеландія повідомила про 7120 нових випадків хвороби, внаслідок чого загальна кількість випадків досягла 1213546. Зареєстровано 8297 одужань, загальна кількість одужань зросла до 1169611. Повідомлено про 22 смерті, кількість померлих зросла до 1267. Налічувалось 42719 активних випадків хвороби (486 на кордоні та 42233 з місцевою передачею вірусу).[47]
- Північна Корея повідомила про 54620 нових випадків хвороби, загальна кількість випадків зросла до 4253510. Кількість померлих становила 71.[48]
- Сінгапур повідомив про 3602 нові випадки хвороби, загальна кількість випадків зросла до 1329225.[49]
- Тайвань повідомив про 80223 нові випадки за добу, загальна кількість випадків зросла до 2620941.[50]

### 9 червня
- Канада повідомила про 3900 нових випадків хвороби, загальна кількість випадків зросла до 3893683.[51]
- У Японії кількість випадків COVID-19 перевищила 9 мільйонів.[52]
- Малайзія повідомила про 1887 нових випадків хвороби, загальна кількість випадків зросла до 4520852. Зареєстровано 1399 одужань, загальна кількість одужань зросла до 4463070. Зареєстровано 3 смерті, кількість померлих до 35708.[53]
- Нова Зеландія повідомила про 8023 нові випадки хвороби, загальна кількість випадків зросла до 1221724. Зареєстрована 7988 одужань, загальна кількість одужань зросла до 1177599. Зареєстровано 24 смерті, кількість померлих зросла до 1294. Зареєстровано 42885 активних випадків хвороби (487 на кордоні та 42398 з місцевою передачею вірусу).[54]
- Північна Корея повідомила про 50870 нових випадків хвороби, загальна кількість випадків зросла до 4304380. Кількість померлих становила 71.[55]
- Сінгапур повідомив про 3431 новий випадок хвороби, загальна кількість випадків зросла до 1332656. Повідомлено про 2 нові смерті, внаслідок чого кількість померлих зросла до 1396.[56]

### 10 червня
- Канада повідомила про 1557 нових випадків хвороби, внаслідок чого загальна кількість випадків досягла 3895966.[57]
- Малайзія повідомила про 2166 нових випадків хвороби, внаслідок чого загальна кількість випадків досягла 4523018. Зареєстровано 1488 одужань, загальна кількість одужань зросла до 4464558. Зареєстрована одна смерть, кількість померлих зросла до 35709.[58]
- Нова Зеландія повідомила про 6383 нові випадки хвороби, загальна кількість випадків зросла до 1228187. Зареєстровано 6323 одужання, загальна кількість одужань зросла до 1183922. Зареєстровано 7 смертей, кількість померлих зросла до 1303. Зареєстровано 43018 активних випадків хвороби (507 на кордоні та 42511 з місцевою передачею вірусу).[59]
- Північна Корея повідомила про 45540 нових випадків хвороби, загальна кількість випадків зросла до 4349920. Кількість померлих становила 71.[60]
- Сінгапур повідомив про 2969 нових випадків хвороби, загальна кількість випадків зросла до 1335625.[61]
- У Сполучених Штатах Америки кількість випадків хвороби перевищила 87 мільйонів.

### 11 червня
- Канада повідомила про 825 нових випадків хвороби, загальна кількість випадків зросла до 3896791.[62]
- Малайзія повідомила про 1709 нових випадків хвороби, внаслідок чого загальна кількість випадків досягла 4524727. Зареєстровано 1746 одужань, загальна кількість одужань зросла до 4466304. Зареєстровано 2 смерті, кількість померлих зросла до 35711.[63]
- Нова Зеландія повідомила про 5202 випадки хвороби, загальна кількість випадків зросла до 1233450. Зареєстровано 6390 одужань, загальна кількість одужань зросла до 1190312. Зареєстровано 7 смертей, кількість померлих зросла до 1311. Налічувалось 41884 активних випадків хвороби (496 на кордоні та 41388 з місцевою передачею вірусу).[64]
- Північна Корея повідомила про 42810 нових випадків хвороби, загальна кількість випадків зросла до 4392730. Кількість померлих становила 71.[65]
- Сінгапур повідомив про 3128 нових випадків хвороби, внаслідок чого загальна кількість випадків досягла 1338753. Повідомлено про одну нову смерть, кількість померлих зросла до 1397.[66]

### 12 червня
- Канада повідомила про 659 нових випадків хвороби, загальна кількість випадків зросла до 3897450.[67]
- Малайзія повідомила про 1571 новий випадок хвороби, загальна кількість випадків зросла до 4526298. Зареєстровано 1887 одужань, загальна кількість одужань зросла до 4468191. Зареєстрована одна смерть, кількість померлих зросла до 35712.[68]
- Нова Зеландія повідомила про 4474 нові випадки хвороби, загальна кількість випадків зросла до 1237979. Зареєстровано 4472 одужання, загальна кількість одужань зросла до 1194784. Зареєстровано 7 смертей, кількість померлих зросла до 1320. Налічувалось 41934 активних випадків хвороби (518 на кордоні та 41416 з місцевою передачею вірусу).[69]
- Північна Корея повідомила про 40070 нових випадків хвороби, загальна кількість випадків зросла до 4432800. Пізніше було підтверджено ще одну смерть, внаслідок чого кількість померлих зросла до 72.[70]
- У Сінгапурі повідомили про 2503 нові випадки хвороби, загальна кількість випадків зросла до 1341256.[71]

### 13 червня
- Канада повідомила про 2043 нові випадки хвороби, загальна кількість випадків зросла до 3899493.[72]
- Малайзія повідомила про 2092 нові випадки хвороби, загальна кількість випадків зросла до 4528390. Зареєстровано 1876 одужань, загальна кількість одужань зросла до 4470067. Зареєстровано 4 смерті, кількість померлих зросла до 35716.[73]
- Нова Зеландія повідомила про 4481 новий випадок хвороби, загальна кількість випадків зросла до 1242497. Зареєстровано 4482 одужання, загальна кількість одужань зросла до 1199266. Зареєстровано 6 смертей, кількість померлих зросла до 1325. Налічувалось 41964 активних випадків хвороби (531 на кордоні та 41433 з місцевою передачею вірусу).[74]
- Північна Корея повідомила про 36720 нових випадків хвороби, загальна кількість випадків зросла до 4469520. Кількість померлих становила 72.[75]
- Сінгапур повідомив про 2389 нових випадків хвороби, внаслідок чого загальна кількість випадків досягла 1343645. Повідомлено про одну нову смерть, кількість померлих зросла до 1398.[76]
- Австралійський актор Г'ю Джекман вдруге отримав позитивний результат на COVID-19 лише через день після вручення премії Тоні 2022.[77]
- Прем'єр-міністр Канади Джастін Трюдо вдруге отримав позитивний результат тестування на COVID-19.[78]
- Англійський співак Мік Джаггер з гурту «The Rolling Stones» отримав позитивний тест на COVID-19. Через це гурт переніс концерт в Амстердамі.[79]

### 14 червня
- Канада повідомила про 2281 новий випадок хвороби, загальна кількість випадків зросла до 3901788.[80]
- У Малайзії повідомили про 1922 нові випадки хвороби, загальна кількість випадків зросла до 4530312. Зареєстровано 1564 одужання, загальна кількість одужань зросла до 4471631. Зареєстровано 4 смерті, кількість померлих зросла до 35720.[81]
- Нова Зеландія повідомила про 6215 нових випадків хвороби, внаслідок чого загальна кількість випадків досягла 1248852. Зареєстровано 5878 одужань, загальна кількість одужань зросла до 1205144. Зареєстровано 19 смертей, кількість померлих зросла до 1348. Налічувалось 42422 активних випадків (559 на кордоні та 41863 з місцевою передачею вірусу).[82]
- Північна Корея повідомила про 32810 нових випадків хвороби, загальна кількість випадків зросла до 4502330. Зареєстровано 72 смерті.[83]
- Сінгапур повідомив про 5130 нових випадків хвороби, внаслідок чого загальна кількість випадків досягла 1348775. Повідомлено про 3 нові смерті, внаслідок чого кількість померлих зросла до 1401.[84]
- Тайвань повідомив про 66189 нових випадків хвороби за добу, перевищивши поріг у 3 мільйони випадків, загальна кількість випадків зросла до 3003501.[85]

### 15 червня
Щотижневий звіт ВООЗ:
- Канада повідомила про 3526 нових випадків хвороби, внаслідок чого загальна кількість випадків досягла 3905314.[87]
- У Німеччині кількість випадків COVID-19 перевищила 27 мільйонів.[88]
- Малайзія повідомила про 2320 нових випадків хвороби, внаслідок чого загальна кількість випадків досягла 4532632. Зареєстровано 1390 одужань, загальна кількість одужань зросла до 4473021. Зареєстровано 5 смертей, кількість померлих зросла до 35725.[89]
- Нова Зеландія повідомила про 5624 нові випадки хвороби, загальна кількість випадків зросла до 1254560. Зареєстровано 7196 одужань, загальна кількість одужань зросла до 1248298. Зареєстровано 9 смертей, кількість померлих зросла до 1359. Налічувалось 40925 активних випадків хвороби (560 на кордоні та 40365 з місцевою передачею вірусу).[90]
- Північна Корея повідомила про 29910 нових випадків хвороби, загальна кількість випадків зросла до 4532240. Кількість померлих становила 72.[91]
- Сінгапур повідомив про 3906 нових випадків хвороби, внаслідок чого загальна кількість випадків досягла 1352681.[92]
- Головний медичний радник президента США Ентоні Фаучі отримав позитивний результат тесту на COVID-19.[93]

### 16 червня
- Канада повідомила про 4115 нових випадків хвороби, внаслідок чого загальна кількість випадків досягла 3909429.[94]
- У Франції кількість випадків COVID-19 перевищила 30 мільйонів.
- Малайзія повідомила про 2033 нові випадки хвороби, загальна кількість випадків зросла до 4534665. Зареєстровано 1337 одужань, загальна кількість одужань зросла до 4474358. Зареєстровано 5 смертей, кількість померлих зросла до 35730.[95]
- Нова Зеландія повідомила про 5542 нові випадки хвороби, загальна кількість випадків зросла до 1260441. Зареєстровано 8085 одужань, загальна кількість одужань зросла до 1220425. Зареєстровано 13 смертей, кількість померлих зросла до 1374. Налічувалось 38708 активних випадків хвороби (570 на кордоні та 38138 з місцевою передачею вірусу).[96]
- Північна Корея повідомила про 26020 нових випадків хвороби, загальна кількість випадків зросла до 4558260. Пізніше було підтверджено ще одну смерть, внаслідок чого кількість померлих зросла до 73.[97]
- У Португалії кількість випадків COVID-19 перевищила 5 мільйонів.[98]
- Сінгапур повідомив про 4014 нових випадків хвороби, внаслідок чого загальна кількість випадків досягла 1356695.[99]
- Прем'єр-міністр Сент-Вінсенту і Гренадин Ральф Гонсалвіш отримав позитивний результат тестування на COVID-19, і пропустив зустріч глав урядів Співдружності у 2022 році.[100]

### 17 червня
- Канада повідомила про 782 нові випадки хвороби, загальна кількість випадків зросла до 3910211.[101]
- Малайзія повідомила про 2130 нових випадків хвороби, внаслідок чого загальна кількість випадків досягла 4536795. Зареєстровано 1080 одужань, загальна кількість одужань зросла до 4475438. Зареєстрована одна смерть, кількість померлих зросла до 35371.[102]
- Нова Зеландія повідомила про 4933 нові випадки хвороби, загальна кількість випадків зросла до 1265455. Зареєстровано 6453 одужання, загальна кількість одужань зросла до 1226878. Зареєстровано 7 смертей, кількість померлих зросла до 1390. Налічувалось 37262 активні випадки хвороби (550 на кордоні та 36712 з місцевою передачею вірусу).[103]
- Північна Корея повідомила про 23160 нових випадків хвороби, загальна кількість випадків зросла до 4581420. Кількість померлих становила 73.[104]
- Сінгапур повідомив про 4085 нових випадків хвороби, внаслідок чого загальна кількість випадків досягла 1360780. Повідомлено про одну нову смерть, кількість померлих зросла до 1402.[105]
- Тайвань повідомив про 17 нових випадків зараження субваріантами Omicron BA.4 і BA.5.[106]

### 18 червня
- Малайзія повідомила про 2127 нових випадків хвороби, внаслідок чого загальна кількість випадків досягла 4538922. Зареєстровано 1390 одужань, загальна кількість одужань зросла до 4476828. Повідомлено про одну смерть, кількість померлих зросла до 35732.[107]
- Нова Зеландія повідомила про 4454 нові випадки хвороби, загальна кількість випадків зросла до 1270039. Зареєстровано 5248 одужань, загальна кількість одужань зросла до 1232126. Повідомлено про 9 смертей, кількість померлих зросла до 1401. Налічувалось 36589 активних випадків хвороби (528 на кордоні та 36061 з місцевою передачею вірусу).[108]
- Північна Корея повідомила про 20370 нових випадків хвороби, загальна кількість випадків зросла до 4601790. Кількість померлих становила 73.[109]
- У Сінгапурі повідомили про 3782 нові випадки хвороби, загальна кількість випадків зросла до 1364562.[110]

### 19 червня
- Малайзія повідомила про 1690 нових випадків хвороби, внаслідок чого загальна кількість випадків досягла 4540612. Зареєстровано 2108 одужань, загальна кількість одужань зросла до 4478936. Кількість померлих залишилася на рівні 35732.[111]
- Нова Зеландія повідомила про 3277 нових випадків хвороби, внаслідок чого загальна кількість випадків досягла 1273389. Зареєстровано 4516 одужань, загальна кількість одужань зросла до 1236642. Зареєстровано 5 смертей, кількість померлих зросла до 1406. Налічувалось 35418 активних випадків хвороби (496 на кордоні та 34922 з місцевою передачею вірусу).[112]
- Північна Корея повідомила про 19320 нових випадків хвороби, загальна кількість випадків зросла до 4621110. Кількість померлих становила 73.[113]
- Сінгапур повідомив про 3199 нових випадків хвороби, внаслідок чого загальна кількість випадків досягла 1367761. Повідомлено про одну нову смерть, внаслідок чого кількість померлих зросла до 1403 осіб.[114]
- Віце-прем'єр-міністр Сінгапуру Хенг Сві Кіт отримав позитивний тест на COVID-19 під час відпустки в Берліні.[115]

### 20 червня
- Канада повідомила про 2808 нових випадків хвороби, внаслідок чого загальна кількість випадків досягла 3913019.[116]
- Малайзія повідомила про 2093 нові випадки хвороби, загальна кількість випадків зросла до 4542705. Зареєстровано 2082 одужання, загальна кількість одужань зросла до 4481018. Зареєстровано 3 смерті, кількість померлих зросла до 35735.[117]
- Нова Зеландія повідомила про 4077 нових випадків хвороби, внаслідок чого загальна кількість випадків досягла 1277568. Зареєстровано 4549 одужань, загальна кількість одужань зросла до 1241191. Зареєстровано 9 смертей, кількість померлих зросла до 1415. Налічувалось 35040 активних випадків хвороби (486 на кордоні та 34554 з місцевою передачею вірусу).[118]
- Північна Корея повідомила про 18820 нових випадків хвороби, загальна кількість випадків зросла до 4639930. Кількість померлих становила 73.[119]
- Сінгапур повідомив про 3220 нових випадків хвороби, внаслідок чого загальна кількість випадків досягла 1370981. Повідомлено про 2 нові смерті, внаслідок чого кількість померлих зросла до 1405.[120]
- У Сполучених Штатах Америки кількість випадків перевищила 88 мільйонів.[121]
- Губернатор Північної Кароліни Рой Купер отримав позитивний тест на COVID-19.[122]
- Прем'єр-міністр Барбадосу Міа Моттлі отримала позитивний тест на COVID-19.[123]

### 21 червня
- Канада повідомила про 1890 нових випадків хвороби, внаслідок чого загальна кількість випадків досягла 3914909.[124]
- У Данії кількість випадків COVID-19 перевищила 3 мільйони.
- Малайзія повідомила про 1921 новий випадок хвороби, загальна кількість випадків зросла до 4544626. Зареєстровано 1716 одужань, загальна кількість одужань зросла до 4482734. Зареєстровано 2 смерті, кількість померлих зросла до 35737.[125]
- Нова Зеландія повідомила про 5695 нових випадків хвороби, внаслідок чого загальна кількість випадків досягла 1283444. Зареєстровано 6312 одужань, загальна кількість одужань зросла до 1247503. Зареєстровано 13 смертей, кількість померлих зросла до 1432. Налічувався 34591 активний випадок хвороби (467 на кордоні та 34124 з місцевою передачею вірусу).[126]
- Північна Корея повідомила про 17260 нових випадків хвороби, загальна кількість випадків зросла до 4657190. Кількість померлих становила 73.[127]
- Сінгапур повідомив про 7109 нових випадків хвороби, внаслідок чого загальна кількість випадків досягла 1378090. Сплеск нових випадків спричинений появою підваріантів Омікрон BA.4 і BA.5.[128] Кількість померлих залишилася на рівні 1405.[129]
- Член збірної Індії з крикету Равічандран Ашвін отримав позитивний результат тесту на COVID-19, і пропустив поїздку до Англії.[130]

### 22 червня
Щотижневий звіт ВООЗ:
- Канада повідомила про 3317 нових випадків хвороби, внаслідок чого загальна кількість випадків досягла 3918226.[132]
- В Італії кількість випадків COVID-19 перевищила 18 мільйонів.
- Малайзія повідомила про 2425 нових випадків хвороби, внаслідок чого загальна кількість випадків досягла 4547051. Зареєстровано 1550 одужань, загальна кількість одужань зросла до 4484284. Зареєстровано 4 смерті, кількість померлих зросла до 35741.[133]
- Нова Зеландія повідомила про 5577 нових випадків хвороби, внаслідок чого загальна кількість випадків досягла 1289128. Зареєстровано 5692 одужання, загальна кількість одужань зросла до 1253195. Зареєстровано 18 смертей, кількість померлих зросла до 1450 осіб. Налічувалось 34565 активних випадків хвороби (474 на кордоні та 34091 з місцевою передачею вірусу).[134]
- Північна Корея повідомила про 15260 нових випадків хвороби, загальна кількість випадків зросла до 4672450. Кількість померлих становила 73 особи.[135]
- Сінгапур повідомив про 5862 нові випадки хвороби, загальна кількість випадків зросла до 1383952.[136]
- Американський співак і автор пісень Кріс Степлтон отримав позитивний результат тесту на COVID-19 і переніс кілька концертів.[137]

### 23 червня
- У Бразилії кількість випадків COVID-19 перевищила 32 мільйони.
- Канада повідомила про 8387 нових випадків хвороби, загальна кількість випадків зросла до 3926613.[138]
- Малайзія повідомила про 2796 нових випадків хвороби, загальна кількість випадків зросла до 4549847. Зареєстровано 2503 одужання, загальна кількість одужань зросла до 4486787. Повідомлено про одну смерть, кількість померлих зросла до 35742.[139]
- Нова Зеландія повідомила про 5391 новий випадок хвороби, загальна кількість випадків зросла до 1294657. Зареєстровано 5898 одужань, загальна кількість одужань зросла до 1259093. Зареєстровано 12 смертей, кількість померлих зросла до 1431. Налічувалось 34184 активних випадків хвороби (485 на кордоні та 33699 з місцевою переджачею інфекції).[140]
- Північна Корея повідомила про 13110 нових випадків хвороби, загальна кількість випадків зросла до 4685560. Кількість померлих становила 73.[141]
- Сінгапур повідомив про 6606 нових випадків хвороби, загальна кількість випадків зросла до 1390558. Повідомлено про 3 нових смерті, внаслідок чого кількість померлих зросла до 1408.[142]

### 24 червня
- Малайзія повідомила про 2512 нових випадків хвороби, загальна кількість випадків зросла до 4552359. Зареєстровано 1580 одужань, загальна кількість одужань зросла до 4488367. Зареєстровано 3 смерті, кількість померлих зросла до 35745.[143]
- Північна Корея повідомила про 11020 нових випадків хвороби, загальна кількість випадків зросла до 4696580. Кількість померлих становила 73.[144]
- Сінгапур повідомив про 6516 нових випадків хвороби, загальна кількість випадків зросла до 1397074.[145]

### 25 червня
- У Малайзії повідомили про 2302 нові випадки хвороби, загальна кількість випадків зросла до 4554661. Зареєстровано 2539 одужань, загальна кількість одужань зросла до 4490906. Кількість померлих залишилася на рівні 35745.[146]
- Нова Зеландія повідомила про 3922 нові випадки хвороби, загальна кількість випадків зросла до 1303779. Зареєстровано 4543 одужання, загальна кількість одужань зросла до 1268645. Зареєстровано 9 смертей, кількість померлих зросла до 1455. Налічувалось 33730 активних випадків хвороби (593 на кордоні та 33137 з місцевою передачею вірусу).[147]
- Північна Корея повідомила про 9610 нових випадків хвороби, загальна кількість випадків зросладо 4706190. Кількість померлих становила 73.[148]
- Сінгапур повідомив про 6168 нових випадків хвороби, загальна кількість випадків зросла до 1403242.[149]

### 26 червня
- Кількість випадків COVID-19 в Австралії перевищила 8 мільйонів.
- Індія повідомила про 11739 нових випадків хвороби за добу, загальна кількість випадків зросла до 43389973. Зареєстровано 25 смертей, кількість померлих зросла до 529999.[150]
- Малайзія повідомила про 2003 нові випадки хвороби, загальна кількість випадків зросла до 4556664. Зареєстровано 1861 одужання, загальна кількість одужань зросла до 4492767. Була зареєстрована одна смерть, кількість померлих зросла до 35746.[151]
- Нова Зеландія повідомила про 1261 новий випадок хвороби, загальна кількість випадків зросла до 1308387. Зареєстровано 3341 одужання, загальна кількість одужань зросла до 1271986. Зареєстровано 6 смертей, кількість померлих зросла до 1461. Налічувався 34991 активний випадок хвороби (634 на кордоні та 34357 з місцевою передачею вірусу).[152]
- Північна Корея повідомила про 8930 нових випадків хвороби, загальна кількість зросла до 4715120. Кількість померлих становила 73.[153]
- Сінгапур повідомив про 5116 нових випадків хвороби, загальна кількість випадків зросла до 1408358.[154]
- Індійський крикетист Рохіт Шарма отримав позитивний результат тестування на COVID-19.[155]

### 27 червня
- Канада повідомила про 3486 нових випадків хвороби, внаслідок чого загальна кількість випадків досягла 3930099.[156]
- Малайзія повідомила про 1894 нові випадки хвороби, загальна кількість випадків зросла до 4558558. Зареєстровано 1944 одужання, загальна кількість одужань зросла до 4494711. Зареєстровано 8 смертей, кількість померлих зросла до 35754.[157]
- Нова Зеландія повідомила про 5644 нові випадки хвороби, загальна кількість випадків зросла до 1314145. Зареєстровано 4169 одужань, загальна кількість одужань зросла до 1276155. Зареєстровано 11 смертей, кількість померлих зросла до 1472. Налічувалось 36569 активних випадків хвороби (669 на кордоні та 35900 з місцевою передачею вірусу).[158]
- Північна Корея повідомила про 7310 нових випадків хвороби, загальна кількість випадків зросла до 4722430. Кількість померлих становила 73.[159]
- Сінгапур повідомив про 5309 нових випадків хвороби, загальна кількість випадків зросла до 1413667. Повідомлено про одну нову смерть, кількість померлих зросла до 1409.[160]
- Згідно з підтвердженим повідомленням Регбійного союзу Нової Зеландії, гравці національної збірної Нової Зеландії з регбі («All Blacks») Девід Хавілі та Джек Гудх'ю, разом із головним тренером Єном Фостером і помічником тренера Джоном Пламтрі, отримали позитивний результат тесту на COVID-19.

### 28 червня
- Канада повідомила про 2579 нових випадків хвороби, внаслідок чого загальна кількість випадків досягла 3932678.[161]
- У Німеччині кількість випадків COVID-19 перевищила 28 мільйонів.[162]
- Малайзія повідомила про 2025 нових випадків хвороби, внаслідок чого загальна кількість випадків досягла 4560583. Зареєстровано 2367 одужань, загальна кількість одужань зросла до 4497078. Зареєстровано 4 смерті, кількість померлих зросла до 35758.[163]
- Нова Зеландія повідомила про 8122 нові випадки хвороби, загальна кількість випадків зросла до 1322476. Зареєстровано 5847 одужань, загальна кількість одужань зросла до 1282002. Зареєстровано 16 смертей, кількість померлих зросла до 1488. Налічувалось 39037 активних випадків хвороби (322 на кордоні та 38715 з місцевою передачею вірусу).[164]
- Північна Корея повідомила про 6710 нових випадків хвороби, загальна кількість випадків зросла до 4729140. Кількість померлих становила 73.[165]
- У Сінгапурі повідомили про 11504 нові випадки хвороби, загальну кількість випадків зросла до 1425171. Повідомлено про одну нову смерть, кількість померлих зросла до 1410.[166]
- У Сполучених Штатах Америки кількість випадків хвороби перевищила 89 мільйонів, а Каліфорнія стала першим штатом, де кількість випадків перевищила 10 мільйонів.[162]
- За даними Університету Джонса Гопкінса, загальна кількість випадків хвороби у світі перевищила 550 мільйонів.

### 29 червня
Щотижневий звіт ВООЗ:
- Канада повідомила про 2931 новий випадок хвороби, загальна кількість випадків зросла до 3935609.[168]
- Малайзія повідомила про 2605 нових випадків хвороби, внаслідок чого загальна кількість випадків досягла 456388. Було повідомлено про 1633 одужання, загальна кількість одужань зросла до 4498711. Повідомлено про 5 смертей, кількість померлих зросла до 35763. Налічувались 28714 активних випадків хвороби (40 у реанімації та 24 на штучній вентиляції легень).[169]
- Нова Зеландія повідомила про 7929 нових випадків хвороби, внаслідок чого загальна кількість випадків досягла 1330538. Було повідомлено про 5732 одужання, загальна кількість одужань зросла до 1287734. Зареєстровано 12 смертей, кількість померлих зросла до 1503. Налічувалось 41355 активних випадків хвороби (715 на кордоні та 40640 з місцевою передачею вірусу).[170]
- Північна Корея повідомила про 5980 нових випадків хвороби, загальна кількість випадків зросла до 4735120. Кількість померлих становила 73.[171]
- Сінгапур повідомив про 9392 нові випадки хвороби, загальна кількість випадків зросла до 1434563. Повідомлено про одну нову смерть, кількість померлих зросла до 1411.[172]
- Індійський крикетист Рохіт Шарма вдруге отримав позитивний результат тестування на COVID-19, і був виключений із заявки на матч проти збірної Англії з крикету.[173]
- Вчені в Таїланді виявили перший випадок передачі інфекції від кота до людини.[174]

### 30 червня
- Канада повідомила про 10478 нових випадків хвороби, внаслідок чого загальна кількість випадків досягла 3946087.[175]
- Малайзія повідомила про 2867 нових випадків хвороби, внаслідок чого загальна кількість випадків досягла 4566055. Зареєстровано 2145 одужань, загальна кількість одужань зросла до 4500856. Зареєстровано 2 смерті, кількість померлих зросла до 35765.[176]
- У Франції кількість випадків COVID-19 перевищила 31 мільйон.
- У Мексиці кількість випадків COVID-19 перевищила 6 мільйонів.[177]
- Нова Зеландія повідомила про 7629 нових випадків хвороби, внаслідок чого загальна кількість випадків досягла 1338501. Зареєстровано 5553 одужання, загальна кількість одужань зросла до 1293267. Зареєстровано 17 смертей, кількість померлих зросла до 1522. Налічувались 43768 активних випадків хвороби (986 на кордоні та 42782 з місцевою передачею вірусу).[178]
- Північна Корея повідомила про 4740 нових випадків хвороби, загальна кількість випадків зросла до 4739860. Кількість померлих становила 73.[179]
- Сінгапур повідомив про 9505 нових випадків хвороби, внаслідок чого загальна кількість випадків досягла 1444068. Повідомлено про 2 нові смерті, внаслідок чого кількість померлих зросла до 1413.[180]

## Резюме
Станом на кінець червня лише такі країни та території не повідомляли про випадки зараження SARS-CoV-2:
Азія
- Туркменістан

Океанія
- Піткерн
- Токелау